# Campionato italiano di beach soccer 2024
La Serie A 2024 è stata la 20ª edizione della massima serie del campionato italiano di calcio da spiaggia, disputata tra il 31 maggio e il 4 agosto 2024 e conclusa con la vittoria del Catania, al suo terzo titolo, che ha battuto in finale il Pisa. Capocannonieri del torneo sono stati Hulk (Pisa) e Gabriele Gori (Viareggio), entrambi, con 23 reti.

## Formato
La Serie A 2024 è composta da 20 squadre divise in due gironi chiamati Poule Scudetto e Poule Promozione. La strada per il titolo di Campione d'Italia è suddivisa in 6 tappe.
Le prime sette classificate della Poule Scudetto e la prima della Poule Promozione, si qualificano alla fase finale di San Benedetto del Tronto in programma dal 2 al 4 agosto, dove si assegnerà il titolo di Campione d'Italia. Come nell'edizione del 2023, la penultima classificata della Poule Scudetto e la seconda, terza e quarta classificata della Poule Promozione, disputeranno i play-off (con partite di solo andata) per l'acquisizione di un'ulteriore diritto ad iscriversi alla Poule Scudetto 2025.

## Calendario
Le date stabilite dalla federazione:
| Data                 | Paese             | Città                    | Stage                                      |
| -------------------- | ----------------- | ------------------------ | ------------------------------------------ |
| 31 maggio – 2 giugno | Italia (bandiera) | Viareggio                | 1ª tappa Poule Scudetto                    |
| 21–23 giugno         | Italia (bandiera) | Gaeta                    | 1ª tappa Poule Promozione                  |
| 5–7 luglio           | Italia (bandiera) | Paestum                  | 2ª tappa Poule Promozione                  |
| 12–14 luglio         | Italia (bandiera) | Cirò Marina              | 2ª tappa Poule Scudetto                    |
| 18–21 luglio         | Italia (bandiera) | Lignano Sabbiadoro       | 3ª tappa Poule Promozione e Poule Scudetto |
| 2–4 agosto           | Italia (bandiera) | San Benedetto del Tronto | Finali                                     |
| 8–10 agosto          | Italia (bandiera) | Genova                   | Play-off Poule Promozione                  |

## Squadre partecipanti

### Poule scudetto
| Club            | Città                    | Stagione precedente                                          |
| --------------- | ------------------------ | ------------------------------------------------------------ |
| Napoli          | Napoli                   | 4º posto nella Fase finale                                   |
| Catania FC      | Catania                  | 5º posto nella Fase finale                                   |
| Milano          | Milano                   | 8º posto nella Poule Scudetto                                |
| Catania         | Catania                  | 2º posto nella Fase finale                                   |
| Viareggio       | Viareggio                | Campione                                                     |
| FVG             | Udine                    | 1º posto nella Poule Promozione / 8º posto nella Fase finale |
| Sambenedettese  | San Benedetto del Tronto | 6º posto nella Fase finale                                   |
| Icierre Lamezia | Lamezia Terme            | 9º posto nella Poule Scudetto                                |
| Pisa            | Pisa                     | 3º posto nella Fase finale                                   |
| Roma            | Roma                     | 7º posto nella Fase finale                                   |

### Poule Promozione
| Club        | Città           | Stagione precedente             |
| ----------- | --------------- | ------------------------------- |
| Brancaleone | Reggio Calabria | Esordiente                      |
| Cagliari    | Cagliari        | 4º posto nella Poule Promozione |
| Chiavari    | Chiavari        | 3º posto nella Poule Promozione |
| Genova      | Genova          | 5º posto nella Poule Promozione |
| Lazio       | Roma            | Esordiente                      |
| Naxos       | Giardini-Naxos  | 7º posto nella Poule Promozione |
| Riccione    | Riccione        | Esordiente                      |
| Sicilia     | Catania         | 2º posto nella Poule Promozione |
| Terracina   | Terracina       | Esordiente                      |
| Vastese     | Vasto           | 6º posto nella Poule Promozione |

## Poule Promozione

### Classifica
|  | Pos. | Squadra     | Pt | G | V | V+ | Vr | P | GF | GS | DR  |
|  | ---- | ----------- | -- | - | - | -- | -- | - | -- | -- | --- |
|  | 1.   | Lazio (-2)  | 19 | 9 | 7 | 0  | 0  | 2 | 54 | 38 | +16 |
|  | 2.   | Terracina   | 19 | 9 | 5 | 1  | 2  | 1 | 49 | 44 | +5  |
|  | 3.   | Naxos       | 15 | 9 | 5 | 0  | 0  | 4 | 48 | 44 | +4  |
|  | 4.   | Brancaleone | 15 | 9 | 5 | 0  | 0  | 4 | 49 | 45 | +4  |
|  | 5.   | Chiavari    | 14 | 9 | 4 | 1  | 0  | 4 | 40 | 33 | +7  |
|  | 6.   | Cagliari    | 13 | 9 | 4 | 0  | 1  | 4 | 45 | 35 | +10 |
|  | 7.   | Genova      | 13 | 9 | 4 | 0  | 1  | 4 | 39 | 37 | +2  |
|  | 8.   | Vastese     | 6  | 9 | 2 | 0  | 0  | 7 | 33 | 54 | -21 |
|  | 9.   | Sicilia     | 6  | 9 | 2 | 0  | 0  | 7 | 31 | 40 | -9  |
|  | 10.  | Riccione    | 3  | 9 | 1 | 0  | 0  | 8 | 31 | 49 | -18 |

Legenda:
      Ammessa alla fase finale e promossa in Poule Scudetto 2025.
      Ammesse ai play-off per la conquista di un posto della Poule Scudetto 2025.
Regolamento:
Tre punti per la vittoria nei tempi regolamentari, due nel tempo supplementare, uno ai calci di rigore, zero per la sconfitta.
Play-off Promozione
| Squadra 1   | Risultato       | Squadra 2   |
| 1ª giornata | 1ª giornata     | 1ª giornata |
| ----------- | --------------- | ----------- |
| Terracina   | 13 - 3          | Naxos       |
| Roma        | 7 - 3           | Brancaleone |
| 2ª giornata |                 |             |
| Brancaleone | 5 - 3           | Terracina   |
| Naxos       | 7 - 7 (5-4 dtr) | Roma        |
| 3ª giornata |                 |             |
| Naxos       | 7 - 5           | Brancaleone |
| Roma        | 3 - 2           | Terracina   |

|  | Pos. | Squadra     | Pt | G | V | V+ | Vr | P | GF | GS | DR |
|  | ---- | ----------- | -- | - | - | -- | -- | - | -- | -- | -- |
|  | 1.   | Roma        | 6  | 3 | 2 | 0  | 0  | 1 | 17 | 12 | +5 |
|  | 2.   | Naxos       | 4  | 3 | 1 | 0  | 1  | 1 | 17 | 25 | -8 |
|  | 3.   | Brancaleone | 3  | 3 | 1 | 0  | 0  | 2 | 13 | 17 | -4 |
|  | 4.   | Terracina   | 3  | 3 | 1 | 0  | 0  | 2 | 18 | 11 | +7 |

Legenda:
      Ammessa alla Poule Scudetto 2025.
Regolamento:
Tre punti per la vittoria nei tempi regolamentari, due nel tempo supplementare, uno ai calci di rigore, zero per la sconfitta.

## Poule Scudetto

### Classifica
|  | Pos. | Squadra         | Pt | G | V | V+ | Vr | P | GF | GS | DR  |
|  | ---- | --------------- | -- | - | - | -- | -- | - | -- | -- | --- |
|  | 1.   | Pisa            | 22 | 9 | 7 | 0  | 1  | 1 | 59 | 33 | +26 |
|  | 2.   | Catania         | 18 | 9 | 6 | 0  | 0  | 3 | 33 | 26 | +7  |
|  | 3.   | Viareggio       | 17 | 9 | 5 | 1  | 0  | 3 | 55 | 35 | +20 |
|  | 4.   | Napoli          | 17 | 9 | 5 | 1  | 0  | 3 | 47 | 25 | +22 |
|  | 5.   | FVG             | 15 | 9 | 5 | 0  | 0  | 4 | 36 | 53 | -17 |
|  | 6.   | Catania FC      | 14 | 9 | 4 | 0  | 2  | 3 | 43 | 40 | +3  |
|  | 7.   | Sambenedettese  | 8  | 9 | 2 | 1  | 0  | 6 | 37 | 38 | -1  |
|  | 8.   | Milano          | 7  | 9 | 2 | 0  | 1  | 6 | 40 | 41 | -1  |
|  | 9.   | Roma (-2)       | 4  | 9 | 2 | 0  | 0  | 7 | 30 | 54 | -24 |
|  | 10.  | Icierre Lamezia | 0  | 9 | 0 | 0  | 0  | 9 | 29 | 64 | -35 |

Legenda:
      Ammesse alla fase finale.
      Ammessa ai play-off per il mantenimento/conquista di un posto della Poule Scudetto 2025.
      Retrocessa in Poule Promozione 2025.
Regolamento:
Tre punti per la vittoria nei tempi regolamentari, due nel tempo supplementare, uno ai calci di rigore, zero per la sconfitta.

## Play-off

### Tabellone
I numeri a sinistra delle griglie indicano il piazzamento nella Poule.
|  | Quarti di finale | Quarti di finale | Quarti di finale |  |    | Semifinali | Semifinali    | Semifinali |  |    | Finale | Finale                 | Finale                 |                        |  |
|  |                  |                  |                  |  |    |            |               |            |  |    |        |                        |                        |                        |  |
|  |                  |                  |                  |  |    |            |               |            |  |    |        |                        |                        |                        |  |
|  | 4.               | Napoli           | 6                |  |    |            |               |            |  |    |        |                        |                        |                        |  |
|  | 5.               | FVG              | 7                |  |    |            |               |            |  |    |        |                        |                        |                        |  |
|  |                  |                  |                  |  | 5. | FVG        | 5             |            |  |    |        |                        |                        |                        |  |
|  |                  |                  |                  |  |    | 1.         | Pisa          | 8          |  |    |        |                        |                        |                        |  |
|  | 1.               | Pisa             | 7                |  |    |            |               |            |  |    |        |                        |                        |                        |  |
|  | (1).             | Lazio            | 1                |  |    |            |               |            |  |    |        |                        |                        |                        |  |
|  |                  |                  |                  |  |    |            |               |            |  |    | 1.     | Pisa                   | 3                      |                        |  |
|  |                  |                  |                  |  |    |            |               |            |  |    | 2.     | Catania                | 4                      |                        |  |
|  | 3.               | Viareggio        | 6                |  |    |            |               |            |  |    |        |                        |                        |                        |  |
|  | 6.               | Catania FC       | 8                |  |    |            |               |            |  |    |        | Finale per il 3º posto | Finale per il 3º posto | Finale per il 3º posto |  |
|  |                  |                  |                  |  | 6. | Catania FC | 6             |            |  |    |        |                        |                        |                        |  |
|  |                  |                  |                  |  |    | 2.         | Catania (dts) | 7          |  |    | 6.     | Catania FC             | 5                      |                        |  |
|  | 2.               | Catania (dts)    | 6                |  |    |            |               |            |  | 5. | FVG    | 6                      |                        |                        |  |
|  | 7.               | Sambenedettese   | 4                |  |    |            |               |            |  |    |        |                        |                        |                        |  |

### Finale in dettaglio

#### Tabellino
| San Benedetto del Tronto 4 agosto 2024, ore 18:00 CET                                                                      | Pisa      | 3 – 4                                                           | Catania | Beach Stadium |
| \| \| \| \| \| Hulk 1st’, 7st’ Ott 6tt’ \| Marcatori \| 4st’ Ponzetti 4st’ Be Martins 4tt’ Rafael Padilha 6tt’ Catarino \| |           |                                                                 |         |               |
| |           |                                                                 |         |               |
| Hulk 1st’, 7st’ Ott 6tt’                                                                                                   | Marcatori | 4st’ Ponzetti 4st’ Be Martins 4tt’ Rafael Padilha 6tt’ Catarino |         |               |

### Finale 3º-4º posto
| Squadra 1  | Risultato | Squadra 2 |
| ---------- | --------- | --------- |
| Catania FC | 5 - 6     | FVG       |

## Piazzamenti

### Semifinali 5º-8º posto
| Squadra 1 | Risultato | Squadra 2      |
| --------- | --------- | -------------- |
| Napoli    | 5 - 2     | Lazio          |
| Viareggio | 2 - 5     | Sambenedettese |

### Finale 7º-8º posto
| Squadra 1 | Risultato | Squadra 2 |
| --------- | --------- | --------- |
| Viareggio | 13 - 5    | Lazio     |

### Finale 5º-6º posto
| Squadra 1      | Risultato | Squadra 2 |
| -------------- | --------- | --------- |
| Sambenedettese | 2 - 6     | Napoli    |

## Classifica finale
| Posizione | Squadra        |
| --------- | -------------- |
|           | Catania        |
| 2         | Pisa           |
| 3         | FVG            |
| 4         | Catania FC     |
| 5         | Napoli         |
| 6         | Sambenedettese |
| 7         | Viareggio      |
| 8         | Lazio          |